# 15553 Карачанґ
15553 Карачанґ (15553 Carachang) — астероїд головного поясу, відкритий 29 березня 2000 року.
Тіссеранів параметр щодо Юпітера — 3,592.